# Albert, Somme
Albert là một thị trấn của tỉnh Somme, thuộc vùng Hauts-de-France, miền bắc nước Pháp. Population: approx. 10,500 inhabitants.
Thị trấn này nằm ở trung độ giữa Amiens và Bapaume.

## Biến động dân số
Les habitants d'Albert s'appellent des Albertins ou des Albertines.
| 1851                                                            | ? | 1954  | ? | 1962 | 1968   | 1975   | 1982   | 1990   | 1999   |
| --------------------------------------------------------------- | - | ----- | - | ---- | ------ | ------ | ------ | ------ | ------ |
| 3 507                                                           |   | 8 991 |   | .    | 10 960 | 11 784 | 10 894 | 10 010 | 10 065 |
| Nombre retenu à partir de 1962: Population sans doubles comptes |   |       |   |      |        |        |        |        |        |